# Gymnastique aux Jeux olympiques d'été de 1988
Navigation
Los Angeles 1984 Barcelone 1992